# 红斑塔旋螺
红斑塔旋螺（学名：Latirus craticulatus）是新腹足目旋螺科Latirus属的一种。主要分布于中国大陆、台湾，常栖息在低潮线。